# 발트게임
발트게임(러시아어: Валдгейм, 이디시어: וואלדהיים)은 러시아 유대인 자치주에 있는 마을이다. '발트게임'은 이디시어로 숲의 집을 의미한다. 발트게임은 유대인 자치주의 첫 콜호스가 두어졌던 곳이다. 1992년 당시, 발트게임의 협동농장은 유대인 자치주에서 가장 컸다.

## 역사
1928년, 오늘날의 리투아니아, 라트비아, 폴란드 지역에 살던 유대인 정착자들에 의해 생겨났다. 1929년에는 모든 과목을 이디시어로 가르치는 발트게임의 첫 학교가 세워졌다. 이들 정착자들 가운데는 폴란드의 빌노(Wilno) 부근의 한 작은 슈테틀에서 가족과 함께 이주한 L. Geffen이 있었다. 2004년, 83세 된 그의 아들 지아마 게펜(Zyama Geffen)은 여전히 그의 아버지가 세운 발트게임의 협동농장에서 살고 있었다. 그의 아버지가 1928년에 이 곳으로 왔을 때 지아마는 6살이었다.
1980년에 이디시어 학교가 이 마을에서 문을 열었다. 20세기 초반에 소비에트 연방의 미하일 칼리닌은 발트게임과 유대인 자치주의 다른 마을들이 소련 유대인들의 삶에서 새로운 중심지가 되기를 희망했다.